# (3616) Glazunov
(3616) Glazunov (1984 JJ2) – planetoida z pasa głównego asteroid okrążająca Słońce w ciągu 4,2 lat w średniej odległości 2,6 au Odkryła ją Ludmiła Żurawlowa 3 maja 1984 roku.